# Orso
Orso is een beeld in Amsterdam-West.
Het kunstwerk uit 1997/1998 staat aan de noordelijke rand van het Erasmuspark nabij de Wil de Graaffbrug over de Erasmusgracht vanuit dezelfde tijd. De staande ijsbeer (Orso is Italiaans voor beer) kijkt uit over het Erasmuspark en staat met zijn rug naar de voormalige Augustanakerk. Plaatsing van het beeld van de Italiaanse kunstenaar Simona Vergani vormde het sluitstuk van een renovatie van het park in 1997; het park was verzakt en verwilderd. Het gebruikte marmer is afkomstig uit Pietrasanta, Italië. Vergani zag in de bijbetekenis van beer (kracht van de maan) inspiratie voor het laten verlichten van het beeld als de schemering intreedt.